# Лундстрём, Мартин
Мартин Лундстрём (швед. Martin Lundström; 30 мая 1918 года, Норсьё — 30 июня 2016 года) — шведский лыжник, двукратный олимпийский чемпион, чемпион мира.

## Карьера
На Олимпийских играх 1948 года в Санкт-Морице, стал двукратным олимпийским чемпионом в гонке на 18 км и эстафетной гонке. В гонке на 18 км 32 секунды выиграл у ставшего вторым, своего партнёра по команде Нильса Эстенссона. В эстафете бежал последний этап, и уйдя на свой этап уверенным лидером, он сохранил и упрочил лидерство, выиграв на финише у ставших вторыми финнов почти 9 минут. В гонке на 50 км участия не принимал.
На Олимпийских играх 1952 года в Осло завоевал бронзу в эстафетной гонке, в которой, как и 4 года назад бежал последний этап, уйдя на свой этап на 3-й позиции он сохранил её до финиша гонки. В индивидуальных гонках олимпийского турнира участия не принимал.
На чемпионат мира-1950 в Лейк-Плэсиде стал чемпионом в эстафете. Лучшим достижением Лундстрёма в индивидуальных гонках на чемпионатах мира, является 8-е место в гонке на 18 км , на том же чемпионате 1950 года.